# The Best Duets... Ever!
The Best Duets... Ever! – to szesnasta część cyklu The Best... Ever!. Jest to zarazem pierwsza część cyklu składanek z piosenkami nagranymi przez duety muzyczne. Została wydana 20 listopada 2009 roku.

## Lista utworów
Na czterech płytach znalazły się następujące utwory:

### CD 1
1. Queen i David Bowie – „Under Pressure”
2. Simon & Garfunkel – „Mrs. Robinson”
3. Ville Valo i Natalia Avelon – „Summer Wine”
4. Katarzyna Skrzynecka i Gordon Haskell – „All in the Scheme of Things”
5. Kylie Minogue i Nick Cave – „Where the Wild Roses Grow”
6. George Michael i Elton John – „Don’t Let the Sun Go Down on Me”
7. Edyta Bartosiewicz i Krzysztof Krawczyk – „Trudno tak”
8. Charles & Eddie – „Would I Lie to You?”
9. Kayah i Goran Bregović – „Śpij kochanie, śpij”
10. Edyta Górniak i Mieczysław Szcześniak – „Dumka na dwa serca”
11. David A. Stewart i Candy Duffer – „Lily Was Here”
12. Tina Turner i David Bowie – „Tonight”
13. Dianne Reeves i Lou Rawls – „Fine Brown Frame”
14. Ella Fitzgerald i Louis Armstrong – „Cheek to Cheek”
15. Aaron Neville i Linda Ronstadt – „Don’t Know Much”
16. Tom Jones i The Cardigans – „Burning Down the House”
17. The Everly Brothers – „All I Have to Do Is Dream”
18. Mickey & Sylvia – „Love Is Strange”

### CD 2
1. Nelly i Kelly Rowland – „Dilemma”
2. Natalia Kukulska i Bartek Królik – „Pół na pół”
3. Eternal – „I Wanna Be the Only One”
4. Sylwia Grzeszczak i Liber – „Co z nami będzie”
5. Eve i Gwen Stefani – „Let Me Blow Your Mind”
6. Estelle i Sean Paul – „Come Over”
7. Mezo, Tabb i Kasia Wilk – „Sacrum”
8. Ewelina Flinta i Łukasz Zagrobelny – „Nie kłam, że kochasz mnie”
9. Feel i Iwona Węgrowska – „Pokonaj siebie”
10. Daryl Hall i John Oates – „I Can’t Go for That (No Can Do)”
11. East 17 i Gabrielle – „If You Ever”
12. Al Bano i Romina Power – „Felicita”
13. Norbi i Krzysztof Krawczyk – „Piękny dzień”
14. Diana Ross i Marvin Gaye – „You Are Everything”
15. Ike Turner i Tina Turner – „Proud Mary”
16. Peabo Bryson i Roberta Flack – „Tonight I Celebrate My Love”
17. Edyta Górniak i José Carreras – „Hope for Us”
18. Irena Santor i Paweł Kukiz – „Już nie ma dzikich plaż”

### CD 3
1. Krzysztof Kiljański i Kayah – „Prócz ciebie nic”
2. Sarah Connor i Naturally 7 – „Music Is the Key”
3. Tiziano Ferro i Kelly Rowland – „Breathe Gentle”
4. Katarzyna Skrzynecka i Mieczysław Szcześniak – „Zabierz mnie do domu”
5. Kayah i Cesária Évora – „Embarcacao”
6. Chris Botti i Shawn Colvin – „All Would Envy”
7. Tazenda i Eros Ramazzotti – „Domo mia”
8. Traincha i Grzegorz Turnau – „(They Long to Be) Close to You”
9. Rosa Passos i Henri Salvador – „Que reste-t-il de nos amours”
10. Irena Santor i Magda Umer – „Tych lat nie odda nikt”
11. Justyna Steczkowska i Borys Szyc – „Choć wieje, pada, grzmi”
12. Basia Stępniak-Wilk i Grzegorz Turnau – „Bombonierka”
13. Voo Voo i Katarzyna Nosowska – „Nim stanie się tak, jak gdyby nic nie było”
14. Plateau i Renata Przemyk – „Nic nie pachnie jak ty”
15. Tomasz Makowiecki i Ania Dąbrowska – „Bonnie & Clyde”
16. Hey i Edyta Bartosiewicz – „Moja i twoja nadzieja”
17. Zofia Nowakowska i Michał Gasz – „Nie wstydź się mówić, że kochasz”

### CD 4
1. Anita Lipnicka i John Porter – „Bones of Love”
2. Iggy Pop i Kate Pierson – „Candy”
3. Freddie Mercury i Montserrat Caballé – „Barcelona”
4. David Bowie i Mick Jagger – „Dancing in the Street”
5. Manic Street Preachers i Nina Persson – „Your Love Alone Is Not Enough”
6. Placebo i David Bowie – „Without You I’m Nothing”
7. T.Love i Aga Morawska – „Jazda”
8. Myslovitz i Maria Peszek – „W deszczu maleńkich żółtych kwiatów”
9. Sweet Noise i Edyta Górniak – „Nie było”
10. Patrycja Markowska i Marcin Urbaś – „Musisz być pierwszy”
11. Mieczysław Szcześniak i Kayah – „Nie płoszcie miłości”
12. Grzegorz Turnau i Justyna Steczkowska – „Niebezpieczne związki”
13. Sidney Polak i Katarzyna Nosowska – „Mary & Jerry”
14. Borysewicz i Kukiz – „Bo tutaj jest jak jest”
15. Patrycja Markowska i Grzegorz Markowski – „Z tobą”
16. Renata Przemyk i Katarzyna Nosowska – „Kochana”